# 1630 în literatură
- 1629 în literatură — 1630 în literatură — 1631 în literatură

Anul 1630 în literatură a implicat o serie de evenimente semnificative. 

## Cărți noi
- Johann Heinrich Alsted - Encyclopaedia
- Thomas Dekker - London Look Back
- Thomas Randolph - Aristippus, or The Jovial Philosopher și The Conceited Pedlar (într-un singur volum)

## Decese
- 29 aprilie: Théodore-Agrippa d’Aubigné, poet și cronicar francez calvinist (n. 1552)

Format:1630